# Еромба
Еромба — це страва громади Мейтей в Маніпурі, Індія.

## Опис
Основним інгредієнтом цієї страви є ферментована сушена риба, відома як Нгарі в Маніпурі (нга означає риба), що об'єднує кілька різновидів дрібних прісноводних риб (не більше 10 см), які спочатку сушать на сонці, а потім ферментують у спеціально зроблених глиняних горщиках під назвою колох або нгарі чапу шляхом багаторазового змазування олією без додавання солі.
Слово «Еромба» походить від eeru taana lonba, що означає «змішування та перемішування водянистого». Зазвичай ця страва готується з варених овочів та ферментованої риби, розім'ятої разом з чилі. Еромба — звичайна страва для домогосподарств Маніпурі, за винятком вегетаріанців.